# 글리코젠 분해

글리코젠의 구조

포도당의 구조

포도당 6-인산의 구조

글리코젠 분해(영어: glycogenolysis)는 글리코젠(n)을 포도당 1-인산과 글리코젠(n-1)으로 분해하는 것이다. 글리코젠의 가지는 글리코젠 가인산분해효소에 의한 가인산분해를 통해 포도당 단량체가 순차적으로 분해된다.

## 작용기작
글리코젠이 포도당 1-인산으로 분해되는 전체적인 반응은 다음과 같다.
글리코젠(n 잔기) + Pi  글리코젠(n-1 잔기) + 포도당 1-인산
여기서 글리코젠 가인산분해효소는 글리코젠의 비환원 말단에서 두 포도당 잔기 사이의 α(1→4) 글리코사이드 결합을 무기 인산(Pi)으로 공격하는 반응을 촉매한다.
포도당 1-인산은 포스포글루코뮤테이스에 의해 포도당 6-인산으로 전환된다.
포도당 잔기는 글리코젠 가인산분해효소에 의해 α(1→6) 글리코사이드 결합 부위에서 4개의 포도당 잔기가 남는 지점에 이를 때까지 가인산분해된다. 글리코젠 탈분지효소의 전이효소 활성은 나머지 4개의 포도당 잔기 중 3개를 다른 글리코젠 가지의 말단으로 옮긴다. 분지점에 α(1→6) 글리코사이드 결합으로 남아있는 마지막 하나의 포도당 잔기는 글리코젠 탈분지효소의 α(1→6) 글루코시데이스 활성에 의해 가수분해되어 떨어져 나가고 가지는 제거된다. 떨어져 나온 가지의 마지막 포도당 잔기는 글리코젠 대사산물이 포도당 1-인산이 아닌 유일한 경우이다. 포도당은 이어서 헥소키네이스에 의해 포도당 6-인산으로 인산화된다.

## 기능
글리코젠 분해는 호르몬 및 신경 신호에 반응하여 근육세포와 간세포에서 일어난다. 특히, 글리코젠 분해는 투쟁 도피 반응 및 혈액 내 포도당 농도의 조절에 중요한 역할을 한다.
근육세포에서 글리코젠 분해는 근육 수축을 위한 에너지를 제공하기 위해 해당과정에 즉각적인 포도당 6-인산을 공급하는 역할을 한다.
간세포에서 글리코젠 분해의 주된 목적은 다른 세포가 포도당을 흡수할 수 있도록 포도당을 혈류로 방출하는 것이다. 포도당 6-인산의 인산기는 근육세포에 존재하지 않는 포도당 6-인산가수분해효소에 의해 제거되고, 인산기가 제거된 포도당은 간세포의 세포막에 있는 GLUT2 촉진확산 통로를 통해 세포 밖으로 빠져나간다.

## 조절
글리코젠 분해는 혈당량에 반응하여 글루카곤과 인슐린에 의해 조절되고, 투쟁 도피 반응 동안 에피네프린에 의해 자극된다. 근육세포에서 글리코젠 분해는 신경 신호에 의해 자극될 수 있다.

## 임상적 중요성
글루카곤의 비경구(정맥 내) 투여는 당을 구강으로 투여할 수 없는 당뇨병의 응급 상황에서 일반적인 의학적 조치이다. 글루카곤은 또한 근육 주사로 투여될 수도 있다.

## 병리학
당원병은 일반적으로 근육세포 또는 간세포에서 글리코젠 합성, 글리코젠 분해 또는 해당과정에 영향을 미치는 효소 결핍으로 인해 발생하는 대사 장애이다.

## 같이 보기
- 글리코젠 합성